# Чапле
Чапле (пол. Czaple) — деревня в Польше, расположенная в Мазовецком воеводстве, в Венгрувском повете, в гмине Корытница.
В 1975—1998 годах деревня административно входила в состав Седлецкого воеводства.
Верующие Римско-католической церкви принадлежат к приходу св. Станислава Епископа мученика в Червонце Ливской.

## Население
По данным переписи населения и жилищного фонда 2011 года, население деревни Чапле составляет 112 человек.
На 2018 год население 107 человек.

## Галерея

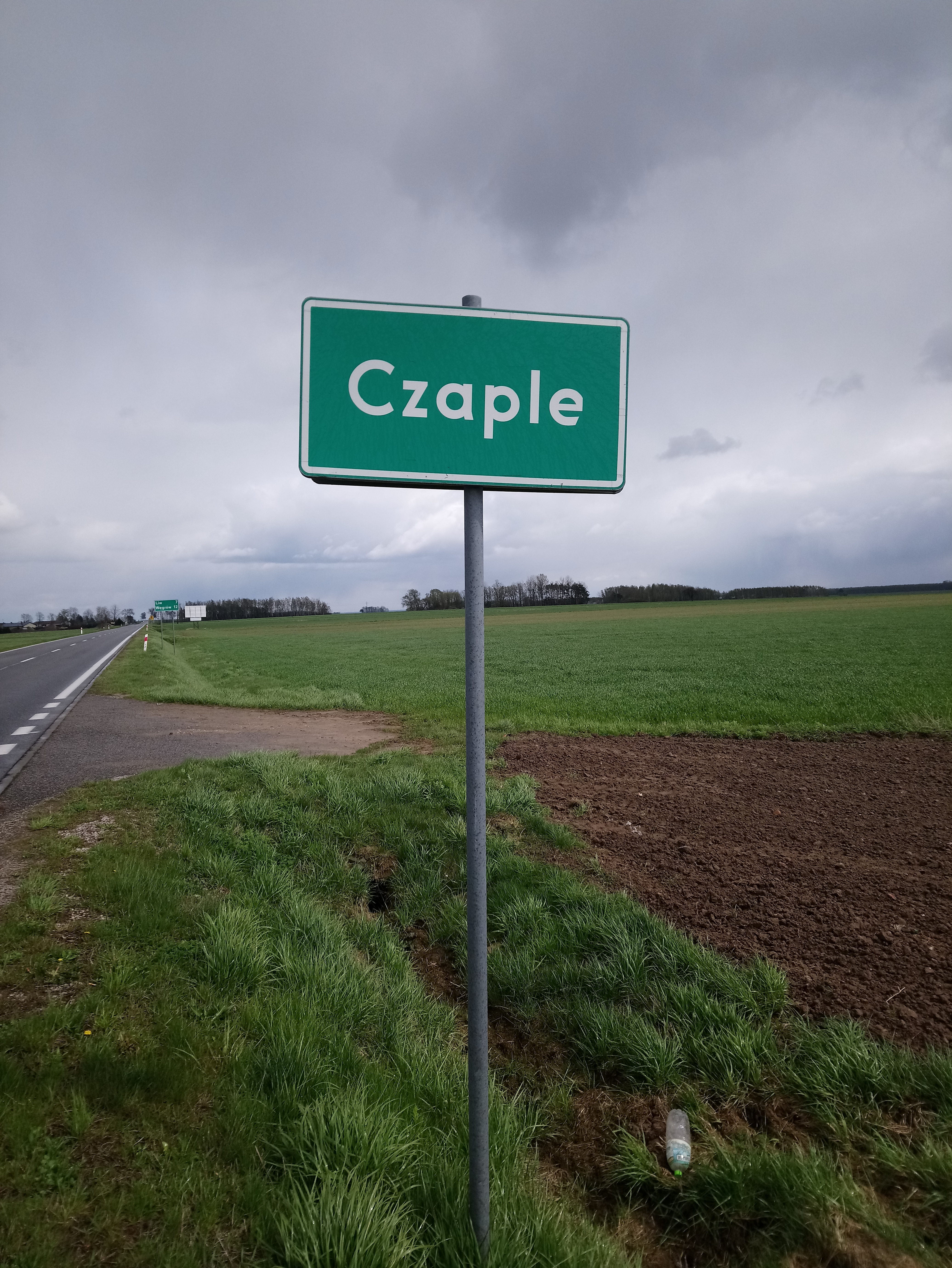
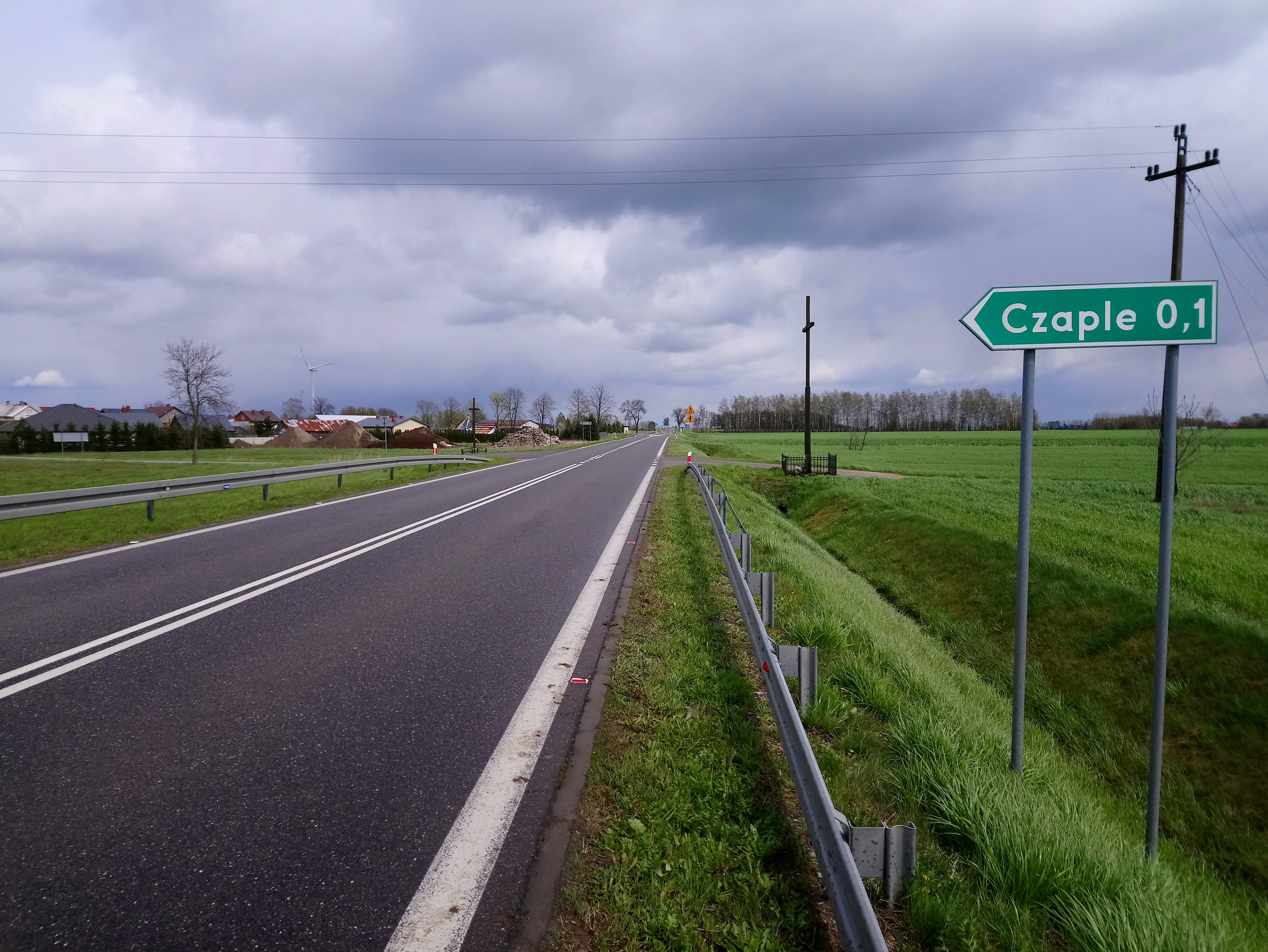
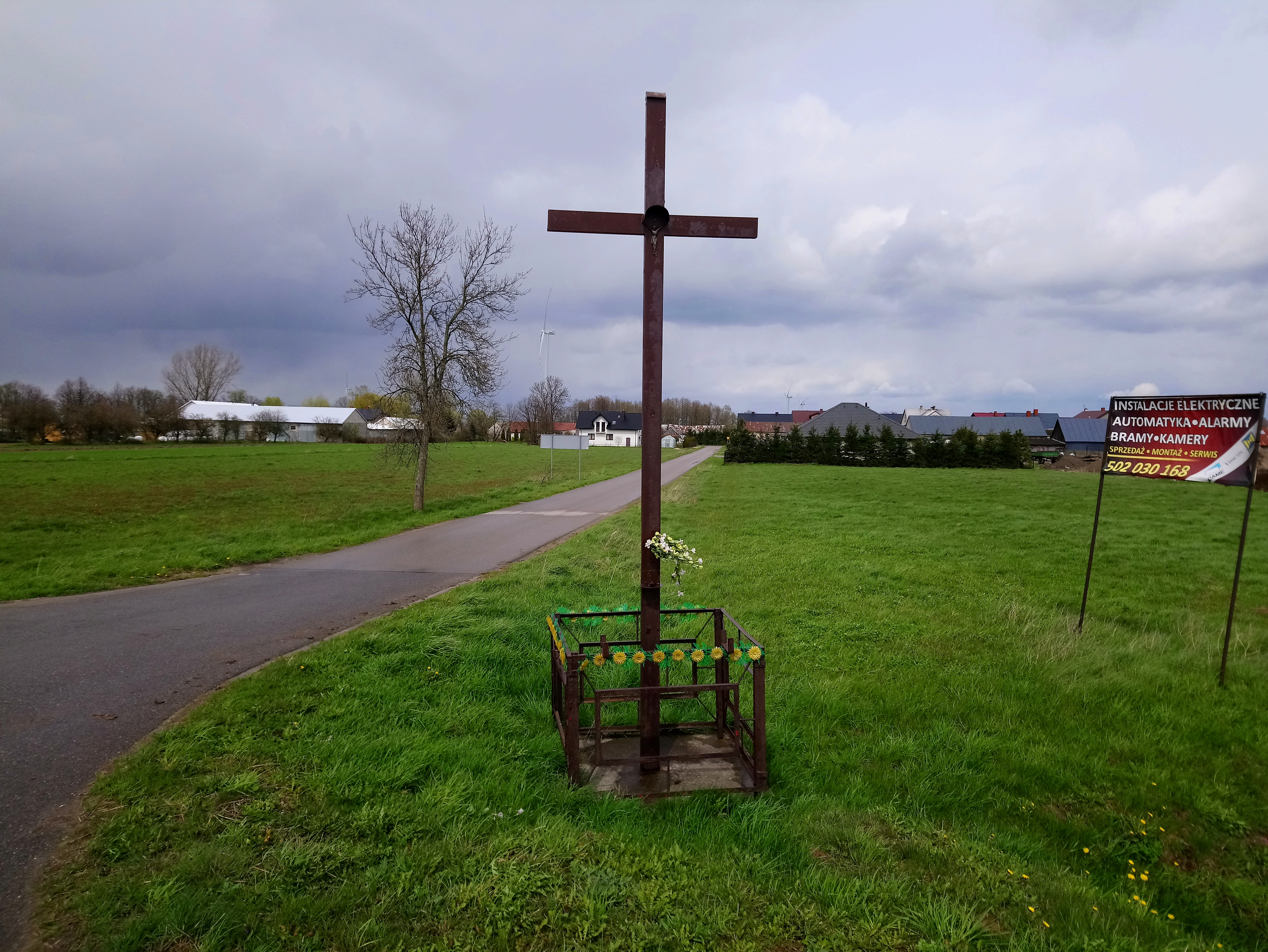
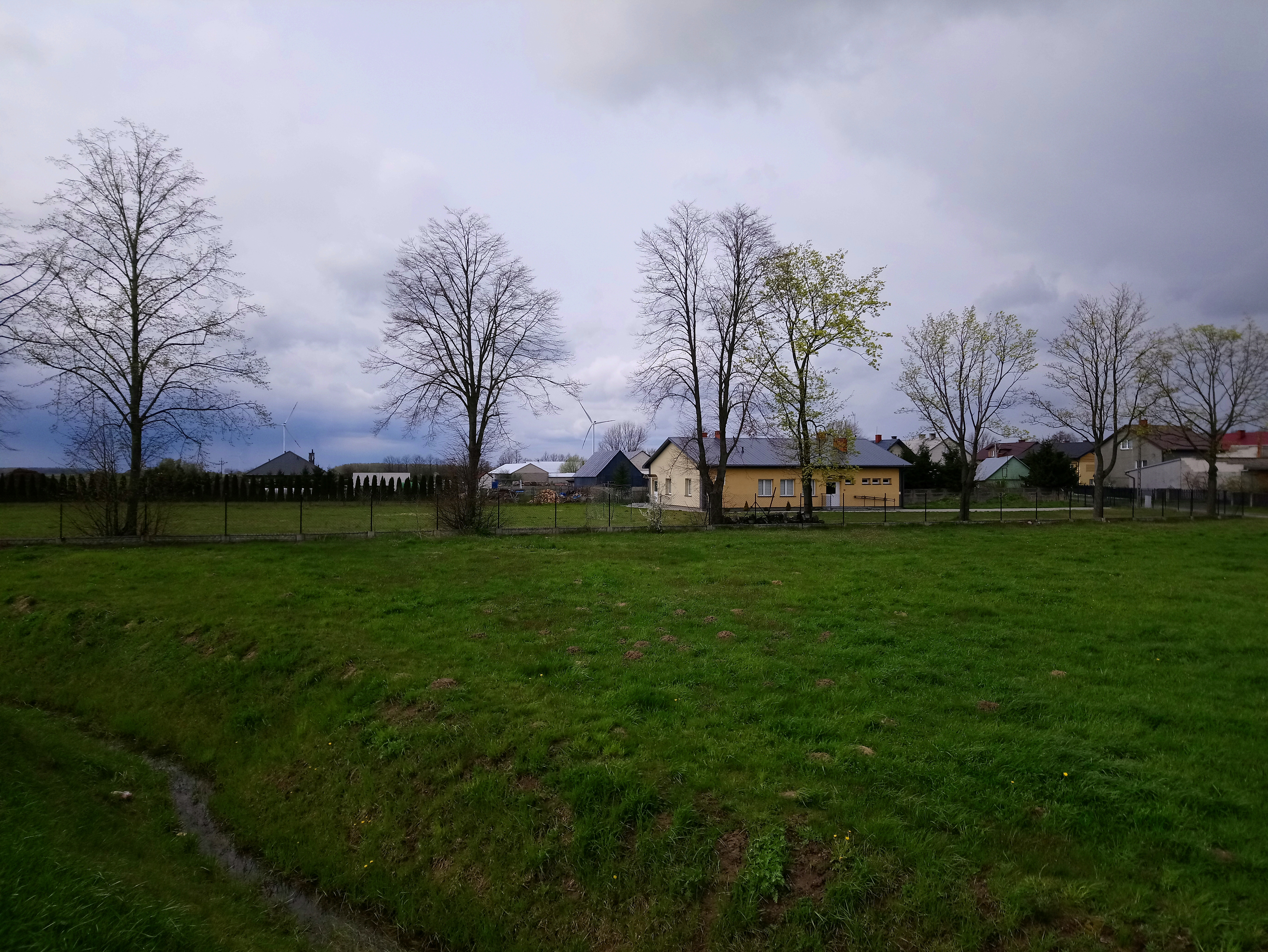
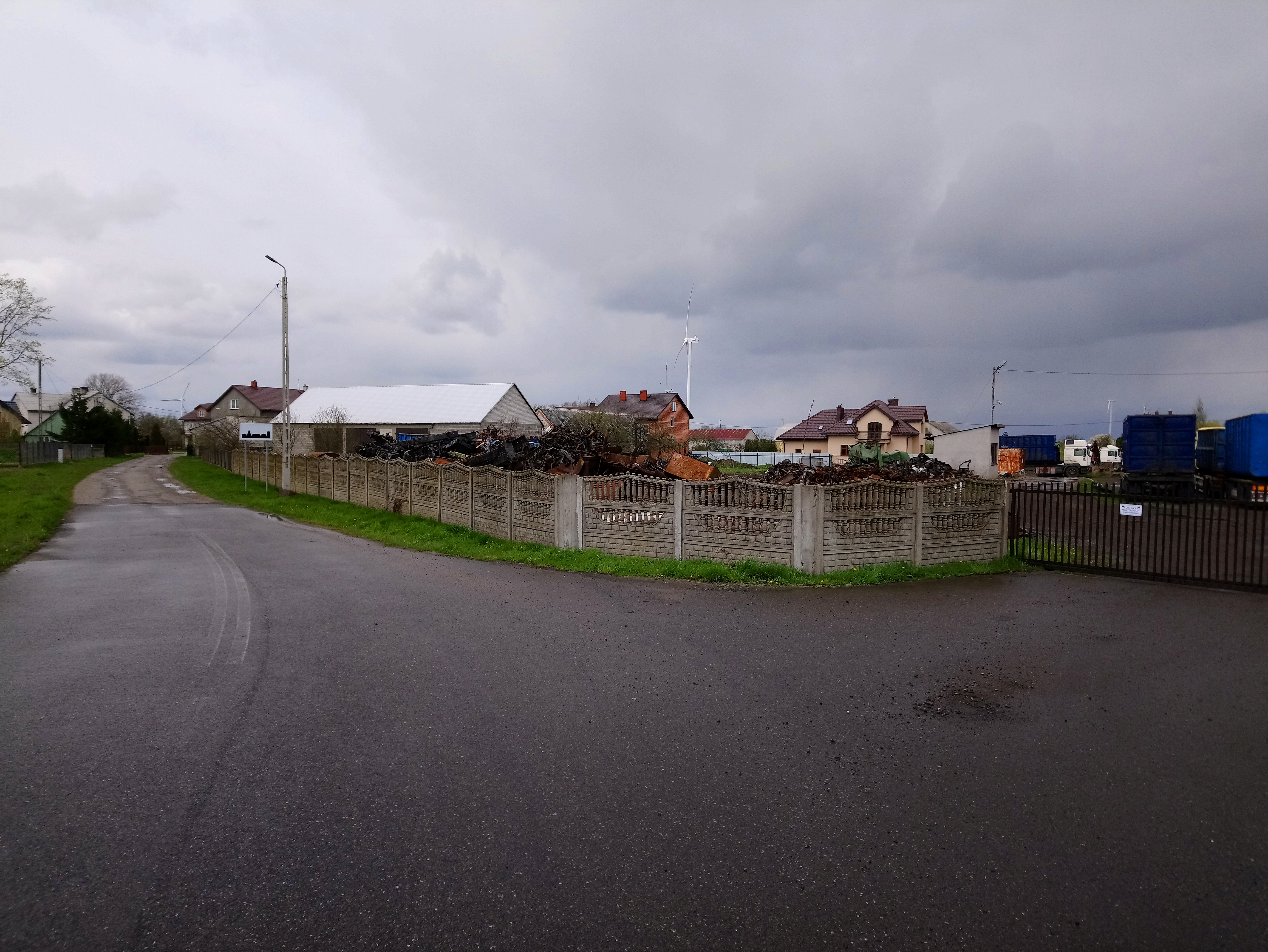